# Eremogone cephalotes
Eremogone cephalotes är en nejlikväxtart som först beskrevs av Friedrich August Marschall von Bieberstein, och fick sitt nu gällande namn av Fenzi. Eremogone cephalotes ingår i släktet Eremogone och familjen nejlikväxter. Inga underarter finns listade i Catalogue of Life.